# Kanaris (L53)
Kanaris (L53) (tiếng Hy Lạp: ΒΠ Κανάρης) là một tàu khu trục hộ tống lớp Hunt Kiểu II của Hải quân Hoàng gia Hy Lạp. Nó nguyên được Hải quân Hoàng gia Anh chế tạo như là chiếc HMS Hatherleigh và hạ thủy năm 1941, nhưng được chuyển cho Hy Lạp trước khi hoàn tất, rồi nhập biên chế như là chiếc Kanaris vào ngày 27 tháng 7 năm 1942. Nó đã hoạt động trong Chiến tranh Thế giới thứ hai hầu hết tại Mặt trận Địa Trung Hải, và tiếp tục hoạt động trong cuộc Nội chiến Hy Lạp. Nó được hoàn trả cho Anh năm 1959 và được tháo dỡ năm 1960.

## Thiết kế và chế tạo
Hatherleigh được đặt hàng vào ngày 23 tháng 8 năm 1940 cho hãng Vickers Armstrong tại Newcastle upon Tyne trong Chương trình Khẩn cấp Chiến tranh 1940 và được đặt lườn vào ngày 12 tháng 12 năm 1940. Tên nó được đặt theo rừng săn cáo Hatherleigh tại Devonshire, và là chiếc tàu chiến duy nhất của Hải quân Anh được đặt cái tên này. Nó được hạ thủy vào ngày 18 tháng 12 năm 1941; nhưng được chuyển cho chính phủ Hy Lạp lưu vong vào ngày 24 tháng 3 năm 1942 nhằm bù đắp tổn thất lớn về tàu chiến khi bị Đức xâm chiếm. Nó nhập biên chế cùng Hải quân Hoàng gia Hy Lạp vào ngày 27 tháng 7 năm 1942 như là chiếc Kanaris, tên được đặt theo Đô đốc Konstantinos Kanaris (1793-1877), Thủ tướng Hy Lạp, anh hùng trong cuộc Chiến tranh giành độc lập Hi Lạp.

## Lịch sử hoạt động

### 1942
Kanaris hoàn tất vào ngày 10 tháng 8, và tiến hành chạy thử máy trước khi chuyển đến Scapa Flow, nơi nó gia nhập Hạm đội Nhà và tiếp tục được trang bị hoàn thiện. Vào ngày 1 tháng 9, nó hộ tống tàu khu trục Hy Lạp Adrias (L67) đi Tyne để sửa chữa, sau khi con tàu chị em bị hư hại do mắc cạn; sang ngày hôm sau, nó hộ tống cho tàu sân bay Furious (47) và tàu khu trục hộ tống Blean (L47) quay trở lại Scapa Flow.
Kanaris đi đến Clyde vào ngày 30 tháng 9 để tham gia thành phần hộ tống cho Đoàn tàu WS23 trong hành trình đi Durban, Nam Phi. Thành phần hộ tống bao gồm các tàu tuần dương hạng nhẹ Despatch (D30) và Durban (D99), tàu buôn tuần dương vũ trang Queen of Bermuda (F73), tàu khu trục Antelope (H36) và Velox (D34) cùng tàu khu trục hộ tống Puckeridge (L108). Đoàn tàu khởi hành vào ngày 4 tháng 10, và Kanaris tách khỏi Đoàn tàu WS23 vào ngày 15 tháng 10 để ghé qua Freetown, Sierra Leone. Nó cùng Durban và tàu buôn tuần dương vũ trang Carthage (F99) rời Freetown năm ngày sau đó tiếp tục hành trình đi Durban, và sau khi đến nơi vào ngày 5 tháng 11, nó tách ra cùng tàu khu trục Hy Lạp chị em Pindos (L65) để đi Alexandria, Ai Cập qua ngã Ấn Độ Dương, Aden, Hồng Hải và kênh đào Suez. Nó gia nhập Hạm đội Địa Trung Hải tại Alexandria vào tháng 12.

### 1943
Kanaris được bố trí tuần tra và hộ tống vận tải tại khu vực Đông Địa Trung Hải. Vào tháng 5 năm 1943, nó được huy động để hỗ trợ cho hoạt động tác chiến của Tập đoàn quân 8 tại Tunisia; cùng với Chi hạm đội Khu trục 5 tham gia Chiến dịch Retribution để phong tỏa khu vực Cape Bon, ngăn chặn tàu bè triệt thoái lực lượng phe Trục khỏi Bắc Phi để rút lui về Ý. Sau đó nó chuyển căn cứ hoạt động đến Malta để hộ tống vận tải tại khu vực Trung tâm Địa Trung Hải.
Sang tháng 7, Kanaris được huy động để tham gia Chiến dịch Husky, cuộc đổ bộ của lực lượng Đồng Minh lên Sicily, Ý. Nó cùng các tàu khu trục Hy Lạp Pindos, Adrias (L67), Miaoulis (L91) và Thermitoklis (L51) tham gia cùng các tàu khu trục Anh khác trong thành phần hộ tống cho đoàn tàu vận tải tấn công lên Sicily. Nó đi đến ngoài khơi bãi đổ bộ vào ngày 9 tháng 7, bắn hải pháo hỗ trợ cho cuộc đổ bộ, rồi sau đó hộ tống các đoàn tàu vận tải tiếp liệu theo sau. Sang ngày 12 tháng 9, nó cùng các tàu khu trục Eskimo (F75) và Exmoor (L08) tìm cách tiến vào cảng Augusta, nhưng không thành công do hỏa lực phòng thủ mạnh mẽ của đối phương.

### 1944
Kanaris quay trở lại vai trò hộ tống vận tải tại khu vực Trung tâm Địa Trung Hải. Vào ngày 19 tháng 3 năm 1944, nó mắc tai nạn va chạm với tàu tuần dương hạng nặng Hawkins (D86) đang khi băng qua Hồng Hải; bị hư hại nặng, nó phải đi đến cảng Massawa, Eritrea để sửa chữa trước khi gia nhập trở lại Chi hạm đội Khu trục 5 tại Alexandria vào tháng 8. Nó cùng các tàu khu trục Hy Lạp Thermitoklis, Pindos, Kriti và Miaoulis tham gia các hoạt động nhằm tái chiếm các đảo trong biển Aegean, và giải phóng hoàn toàn Hy Lạp trong khuôn khổ Chiến dịch Manna vào tháng 10.

### 1945
Kanaris tiếp tục hoạt động cùng Hải quân Hy Lạp trong vai trò hộ tống vận tải và hỗ trợ các hoạt động quân sự tại Hy Lạp cho đến khi chiến tranh kết thúc tại Châu Âu vào tháng 5 năm 1945. Nó tiếp tục được bố trí hoạt động tại vùng biển Hy Lạp, tham gia cuộc Nội chiến Hy Lạp, cho đến khi được hoàn trả cho Anh vào năm 1959, và bị tháo dỡ tại một xưởng tàu Hy Lạp vào năm 1960.